# Avenue de la République (Rosny-sous-Bois)
Ne doit pas être confondu avec Avenue de la République.
L'avenue de la République est une voie de communication de Rosny-sous-Bois.

## Situation et accès

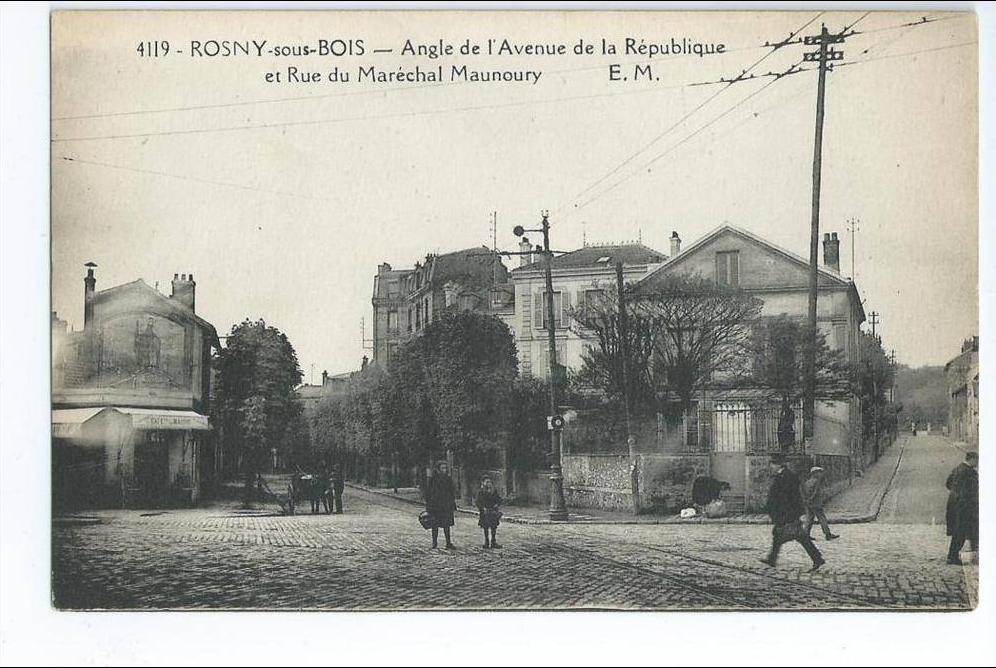
Angle de l'avenue de la République et de la rue du Maréchal-Maunoury.

Cette longue avenue s'étire du nord au sud pour relier le centre historique de la ville à la limite de Fontenay-sous-Bois.
Elle est desservie par la gare de Rosny-sous-Bois, dont elle longe les voies sur une grande partie de son tracé. Elles peuvent être franchies par un passage souterrain destiné aux piétons, et qui rejoint l'avenue Jean-Jaurès.

## Origine du nom

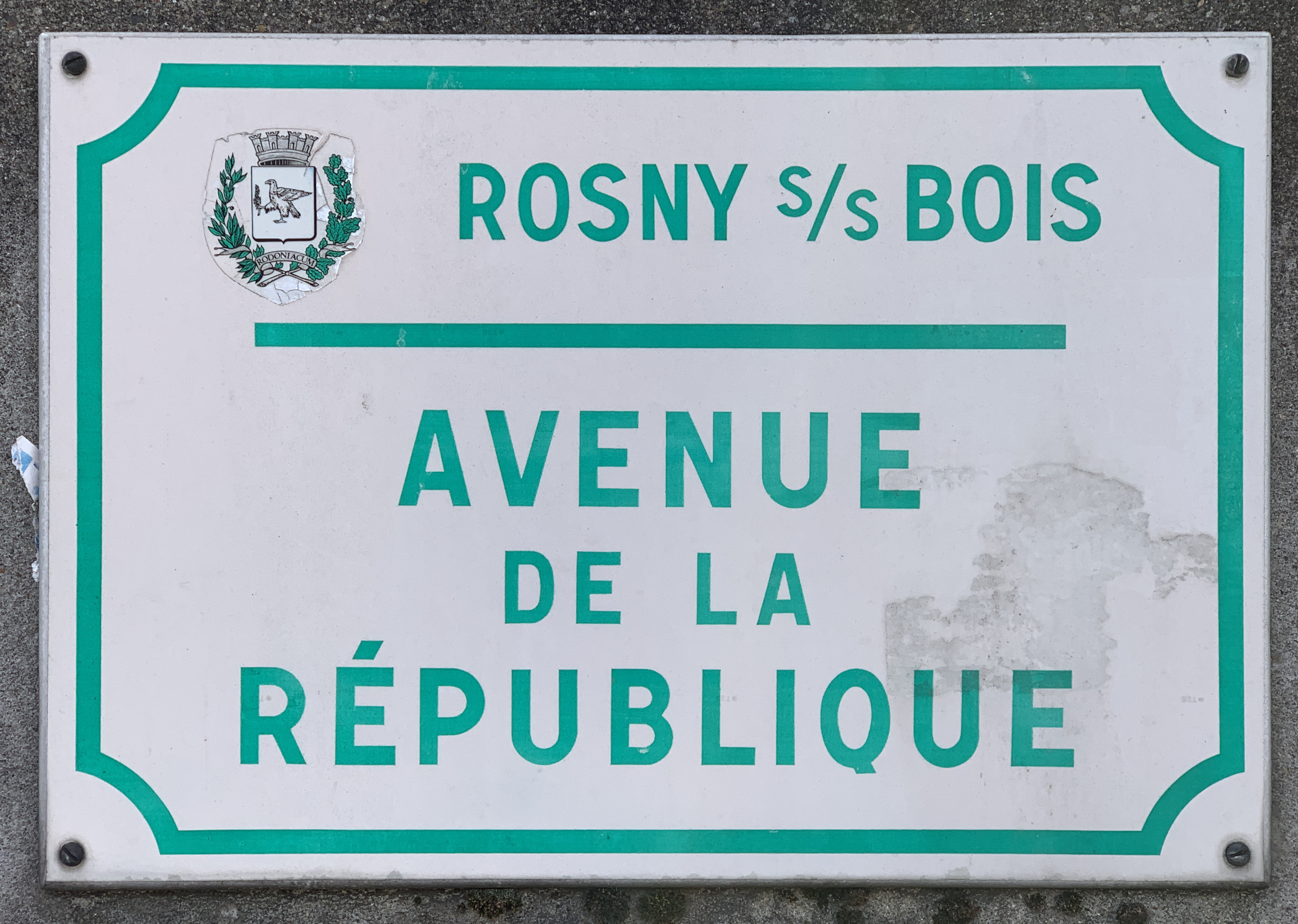
Plaque avenue de la République.

Dans le contexte de l'effervescence républicaine en France à la fin du XIXe siècle, cette avenue fut nommée en l'honneur de la Troisième République.

## Historique

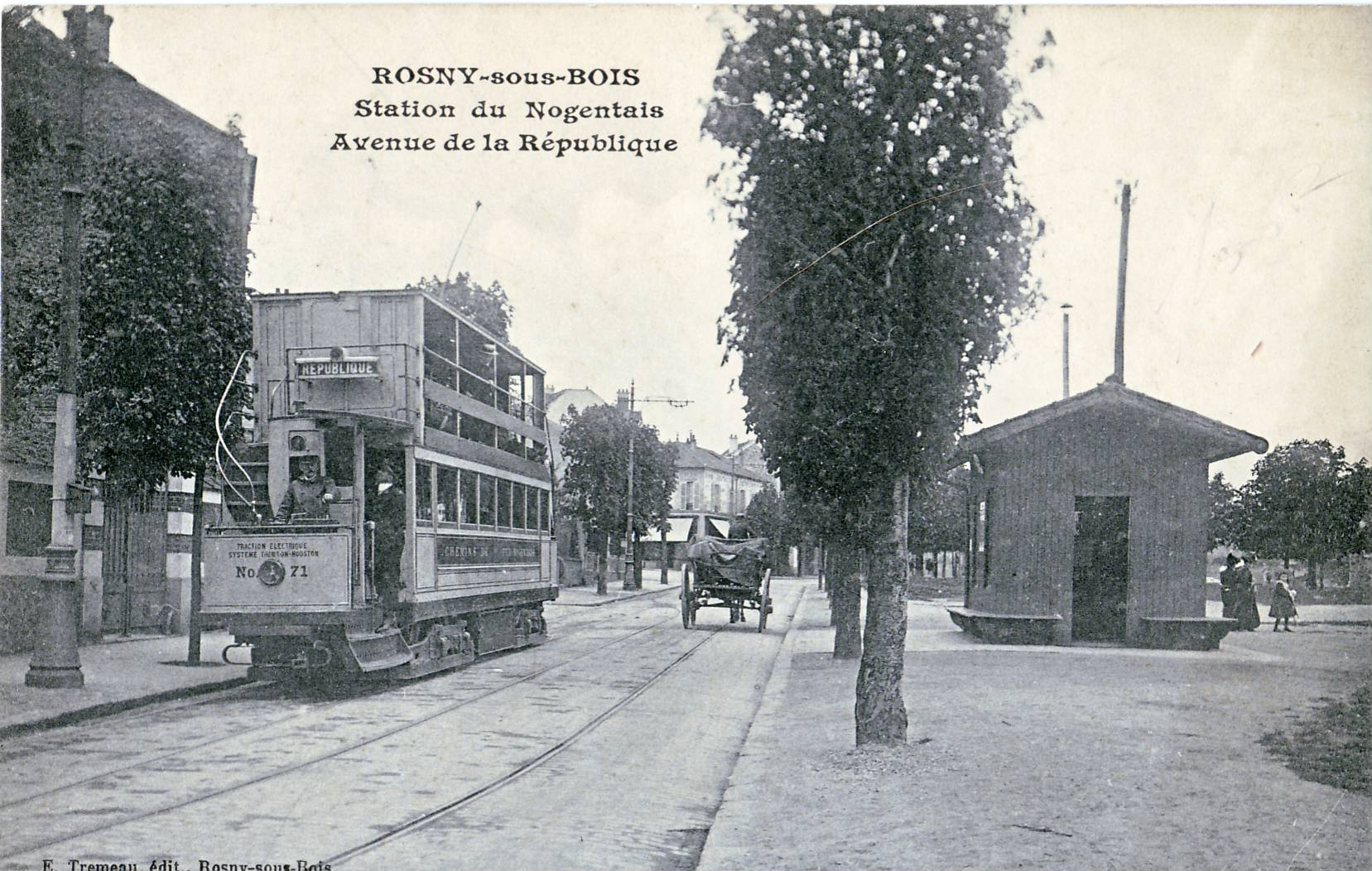
Rosny - Station du Nogentais.

Cette voie était au XIXe siècle le chemin de grande communication no 30. Une ligne des chemins de fer nogentais y passait. De longues motrices à impériale dont l'étage ouvert à tout vent était accessible par un escalier raide et étroit, desservirent la ville jusqu'en 1935.

## Bâtiments remarquables et lieux de mémoire

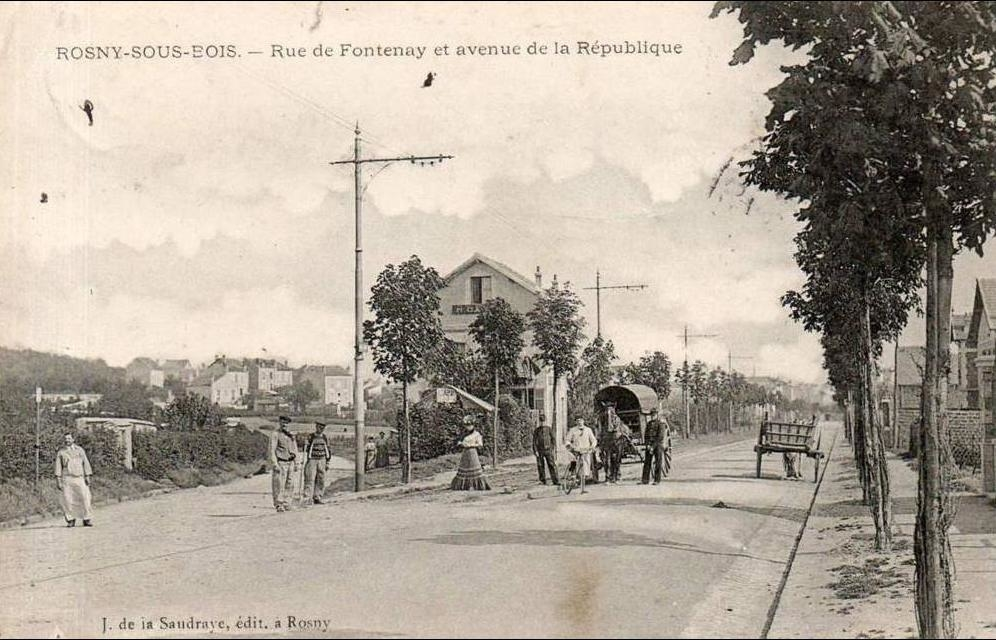
Au croisement de la rue de la République et de la rue de Fontenay, aujourd'hui rue Simon-Dereure.

- L'actrice Madeleine Beauberon, dite Madeleine Barjac, y demeura[4].